# Valdman István
Valdman István (Mezőterem, 1951. augusztus 8.) erdélyi geológus, geológiai szakíró.

## Életútja
Középiskoláit Nagykárolyban végezte (1970); geológus szakképesítést a BBTE Biológia–Földrajz–Földtan Karán szerzett (1975). Mint geológus a Nagybányai Földtani Kutató és Feltáró Vállalatnál (1990-től Cuarţ S.A.) érckutatással foglalkozott: Borsabánya környékén, a Gutin- és a Lápos-hegységben, majd 1991-től a vállalat főgeológusaként Nagybányán (1975–97). 1997–2005 között Chilében volt egy érckutató csoport vezetője. Hazatérése után, 2006–2008 között a Nagybányai Érckutató és Bányatervező Intézet tudományos szaktanácsadója és vezérigazgatója. Közben, 2005-től a BBTE Földtan tanszékén adjunktusként, az ércteleptan és bányászat tantárgyakat tanítja.

## Munkássága
Szaktanulmányait a Földtani Közlöny (1993), a Romanian Journal of Mineral Deposits (1996, 2001–2002) c. folyóiratok, valamint nemzetközi tudományos konferenciák kivonatkötetei: Románia Földtani Intézete III. Nemzetközi Szimpóziuma (Nagybánya, 1993); Vegyészkonferencia (Eger, 1996), Plate tectonic aspects of the alpine metallogeny in the Carpatho-Balkan Region (A Kárpát–Balkán térség ércképződése lemeztektonikai szemszögből. Szófia, 1996); IX. Congreso Geologico Chileno, Puerto Varas (2000) közölték.
Chiléről szóló szakmai, kulturális, politikai és turisztikai ismeretterjesztő cikksorozatai 1999–2003 között a Romániai Magyar Szóban, a Szatmári Friss Újságban és a Bányavidéki Új Szóban jelentek meg.